# 포르토아추로
포르토아추로(이탈리아어: Porto Azzurro)는 이탈리아 토스카나주 리보르노도에 있는 코무네다. 엘바섬에 위치해 있으며, 피렌체에서 남서쪽 130km, 리보르노에서 남쪽 90km 거리에 있다. 과거에는 포르토론고네(Porto Longone)라고 불렸고, 1557년 피옴비노 대공 이아코보 아피아니 6세가 스페인으로부터 이곳에 요새를 건설할 권리를 보장받았다. 이곳은 빈 조약으로 1735년에 나폴리 왕국으로 넘겨졌으며, 1801년에는 나폴레옹이 세운 괴뢰 국가인 에트루리아 왕국의 소유가 됐었다.